# Бескова, Вера Петровна
Ве́ра Петро́вна Бе́скова (27 сентября 1924 — 23 февраля 2020) — советский и российский театральный режиссёр, актриса. Основатель и главный режиссёр Обнинского драматического театра (с 1954). Заслуженный работник культуры РСФСР. Почётный гражданин города Обнинска.

## Биография
Вера Бескова родилась 27 сентября 1924 года.
В 1954 году, имея актёрское образование, возглавила созданный до неё театральный кружок при Доме культуры ФЭИ в Обнинске, ставший Обнинским драматическим театром. Позже окончила Народный институт искусств и получила диплом режиссёра.
Прекрасно понимаю, что я не вечна. Однако я спокойна: в моём коллективе есть несколько человек, которые способны возглавить народный театр после того, когда я его оставлю.

## Награды и звания
- Заслуженный работник культуры РСФСР[4]
- Орден «Знак Почёта»[2]
- Медаль ордена «За заслуги перед Отечеством» II степени (2005)
- Медаль «Ветеран труда»[2]
- Почётный гражданин города Обнинска